# Nuovo punk story
Nuovo punk story (Desperate Living) è un film statunitense del 1977 scritto, prodotto e diretto da John Waters e interpretato da Liz Renay, Edith Massey e Mary Vivian Pearce

## Trama
Peggy, una donna nevrotica appena uscita dal manicomio, e Grizelda, la sua domestica obesa, uccidono involontariamente il marito di Peggy. Per scampare alla polizia le due decidono di fuggire nella vicina città di Mortville, ma durante la fuga vengono fermate da un poliziotto dalle strane perversioni, che permette loro la libertà solo in cambio delle loro mutande e dei loro baci. Soddisfatto il poliziotto, Peggy e Grizelda giungono a Mortville, che scoprono essere una città completamente degradata. Nonostante questo, pur di non essere arrestate, decidono di alloggiare qui, in una stanza piccola e sporca offerta dall’abitante Mole (che vive insieme alla fidanzata Muffy) in cambio del biglietto della lotteria di Grizelda.
Mentre il popolo di Mortville vive in un tale degrado, la regina della città (Carlotta) abita in un grande castello protetta da una squadra di poliziotti al suo completo servizio. Qui impone editti a proprio piacimento, attraverso i quali mette in ridicolo gli abitanti solo per divertimento. Il suo unico problema è la figlia disubbidiente (la principessa Coo-Coo), che vuole sposare lo spazzino nudista Herbert contro la sua volontà. Coo-Coo decide perciò di fuggire di casa per ricongiungersi con l’amato, ma questo viene ucciso dai poliziotti della regina. La principessa tenta allora di nascondersi con il cadavere nella stanza di Peggy e Grizelda, ma Peggy, disgustata, ne rivela la presenza agli sbirri, mentre Grizelda muore sotto le macerie della stanza, che nel frattempo è crollata nel caos del conflitto.
Riportata al castello in gabbia, Coo-Coo viene rinnegata dalla regina Carlotta, che sceglie invece Peggy come sua nuova erede per premio della sua complicità. Ormai stanca del popolo irrispettoso nei suoi confronti, la regina Carlotta decide di sterminarlo diffondendo un’epidemia di rabbia, e sceglie proprio Coo-Coo come prima abitante da infettare. L’ex principessa infettata fortunatamente viene trovata e aiutata da alcuni cittadini, che la portano da Mole (la quale nel frattempo si è sottoposta ad una falloplastica e ha comprato regali e pistole alla ragazza con il denaro vinto alla lotteria). Di fronte a questa ennesima crudeltà, Mole decide di porre fine al potere della regina Carlotta, e assieme agli altri pianifica la rivolta. Gli abitanti riescono così ad insediarsi nel castello della regina, e dopo aver ucciso tutti i poliziotti di guardia, entrano nella sua camera da letto. Qui sparano a Peggy per il suo tradimento, dopodiché uccidono la regina.
Finalmente gli abitanti di Mortville sono liberi, e fanno una gran festa nella quale mangiano il cadavere della regina Carlotta in nome della loro indipendenza.

### Curiosità
- In una scena del film è presente la frase Go home to your mother! Doesn't she ever watch you? Tell her this isn't some Communist day-care center! Tell your mother I hate her! Tell your mother I hate you!. Questa frase compare anche nell'album Portrait of an American Family (1994) dei Marilyn Manson.

## Produzione
Nel film non appare Divine, che doveva interpretare il ruolo di Mole, poiché era già impegnata in un tour teatrale che la legava con un contratto in esclusiva. Al film doveva partecipare anche David Lochary ma morì prima delle riprese.
Molte comparse di Mortville erano senzatetto portati in loco con un pullman. Lo staff del film dovette impedire che costoro potessero allontanarsi dal set.

## Distribuzione
Negli Stati Uniti il film venne distribuito nelle sale cinematografiche il 27 maggio 1977, mentre in Italia approda sul grande schermo a partire dal 7 marzo del 1979, in una versione censurata, suscitando clamore e sgomento. 
Il "nuovo" del titolo fu attaccato in un secondo tempo dalla distribuzione, appiccicando etichette nere sopra il titolo, una volta stampati tutti i manifesti e le locandine.
Fu aggiunto quando il film venne ripresentato per la terza volta in censura, dopo che le commissioni l'avevano bocciato in prima istanza e in appello. Questa vicenda con la censura non fece che sollevare ancor più attenzioni verso la pellicola, tanto che sui giornali all'epoca, i flani recavano la scritta "Eccezionale avvenimento: finalmente liberato dalla censura! Il film del 1979".
Poiché in Italia stava nascendo il movimento punk rock, si optò per intitolare questo film "Punk Story", nonostante non avesse molto a che fare con il titolo originale, "Desperate living" (letteralmente "esistenze disperate").
L'adattamento dei dialoghi e il doppiaggio venne curato da Lidia Ravera.

## Critica
Il film ha ricevuto un 70% e un 82% su Rotten Tomatoes.

## Tributi
- Marilyn Manson incluse un tributo a Nuovo punk story in un'ultima traccia audio nell'album Portrait of an American Family.
- Un album della band statunitense Horse the Band s'intitola Desperate Living, dal titolo originale del film.
- Lesbian Harem, film del regista giapponese Tomoaki Hosoyama, è un omaggio al film[5].